# Filippine statunitensi
Filippine statunitensi è il nome con cui si indica il periodo della storia delle Filippine durante il quale il paese fu soggetto al dominio coloniale degli Stati Uniti d'America.
Questo periodo storico ebbe inizio nel 1898 quando, in seguito alla vittoria statunitense nella Guerra ispano-americana, la Spagna si vide costretta a cedere Filippine, Cuba, Porto Rico e Guam agli Stati Uniti. Al dominio spagnolo nelle Filippine seguì quindi l'imposizione prima di un regime di occupazione militare statunitense e poi (dal 1901) di un'amministrazione civile di tipo coloniale, contro cui le popolazioni locali intrapresero varie sollevazioni armate represse nel sangue dalle truppe statunitensi (Guerra filippino-americana).
Nel 1934, l'approvazione del Philippine Independence Act da parte del Congresso degli Stati Uniti d'America preparò il terreno all'indipendenza della nazione: nell'ambito di un piano volto ad assicurare la piena sovranità della nazione durante un periodo di transizione della durata di dieci anni, venne istituito un nuovo regime (il Commonwealth delle Filippine) ancora soggetto agli Stati Uniti ma dotato di una propria costituzione e di propri organi esecutivi, legislativi e giudiziari composti da filippini. Dopo uno stop al processo di autonomia dato dal periodo di occupazione giapponese durante la seconda guerra mondiale, le Filippine ottennero una piena indipendenza il 4 luglio 1946.

## Storia
Sulla fine dell'800 l'Impero spagnolo era in forte declino, avendo già visto l'indipendenza di quasi la totalità delle sue colonie; sotto la Spagna rimanevano solo Cuba, Porto Rico, Filippine, Guam e Marocco spagnolo. Accodandosi alla Seconda guerra d'indipendenza cubana (1895-1898), la Rivoluzione filippina contro la Spagna ebbe inizio nel mese di aprile del 1896 e culminò due anni più tardi con una proclamazione di indipendenza e la costituzione della Prima Repubblica Filippina.
Nell'aprile del 1898, mentre la guerra d'indipendenza cubana e la rivoluzione filippina erano ancora in atto, gli Stati Uniti approfittarono dell'incidente diplomatico nato dall'affondamento del Maine per dichiarare guerra alla Spagna, dando inizio alla Guerra ispano-americana. In soli quattro mesi le forze armate statunitensi sbaragliarono l'esercito spagnolo, ponendo fine al conflitto. Il Trattato di Parigi del 1898, infine, non sancì l'indipendenza di Cuba, Porto Rico, Guam e Filippine, ma sancì il loro passaggio agli Stati Uniti. L'accordo non venne ovviamente accettato dal neonato Governo filippino che, dopo l'arrivo a Manila di una flotta statunitense, il 2 giugno 1899 dichiarò guerra agli Stati Uniti. La Guerra filippino-americana causò ingenti perdite umane ai filippini; il leader filippino Emilio Aguinaldo fu catturato nel 1901 e il Governo degli Stati Uniti dichiarò il conflitto ufficialmente concluso nel 1902. I leader filippini, per la maggior parte, dichiararono fedeltà agli statunitensi, anche se una guerriglia strisciante continuò fino al 1913.
Il primo regime di governo delle Filippine dopo il passaggio sotto il controllo statunitense fu un'amministrazione provvisoria di occupazione militare (United States Military Government of the Philippine Islands), istituita ufficialmente il 14 agosto 1898: l'autorità di governo sull'arcipelago era esercitata dal comandante in capo delle forze armate statunitensi stanziate nelle Filippine, secondo un regime di legge marziale in ragione del perdurante stato di conflitto in cui si trovava il paese.
Un primo passaggio a un'amministrazione civile si ebbe nel 1900, quando una commissione governativa nominata dal presidente William McKinley (la Commissione Taft) iniziò a esercitare la funzione legislativa oltre ad alcuni limitati compiti esecutivi. La fine della fase più intensa della guerra filippino-statunitense portò all'approvazione, il 1º luglio 1902, del Philippine Organic Act da parte del Congresso: la legge abrogò il regime di occupazione militare e istituì un'amministrazione civile per le Filippine, l'Insular Government of the Philippine Islands, secondo la veste giuridica di "area insulare" degli Stati Uniti gestita dal Bureau of Insular Affairs. Il potere esecutivo era detenuto da un governatore generale delle Filippine, nominato dal presidente degli Stati Uniti previa approvazione del Senato, mentre quello legislativo era attribuito a un parlamento bicamerale (Philippine Legislature) composto da una camera bassa (Philippine Assembly) eletta localmente e una camera alta composta dai membri della vecchia Commissione Taft di nomina presidenziale; nel 1916, con l'approvazione del Philippine Autonomy Act da parte del Congresso, l'assemblea legislativa fu strutturata in un Senato e in una Camera dei rappresentanti, entrambe elette dal popolo.
L'approvazione il 24 marzo 1934 del Philippine Independence Act portò all'istituzione di un nuovo regime di transizione che avrebbe dovuto accompagnare, nell'arco di un periodo di dieci anni, le Filippine a una piena indipendenza. Il nuovo Commonwealth delle Filippine erano uno stato associato (o Commonwealth) agli Stati Uniti, ancora soggetto a un regime di protettorato per quanto riguardava le relazioni estere e la difesa ma autonomo per quanto riguardava le questioni interne. Dopo le prime elezioni presidenziali delle Filippine tenutesi il 16 settembre 1935, Manuel Quezón assunse il ruolo di Presidente delle Filippine secondo i termini di una nuova costituzione approvata il 25 marzo 1935.
Il processo di transizione verso l'indipendenza fu interrotto nel 1942, quando l'Impero giapponese occupò le Filippine nell'ambito degli scontri del teatro del Pacifico della seconda guerra mondiale; durante questo periodo le Filippine furono soggette a un regime collaborazionista, la Seconda Repubblica filippina, di fatto nulla di più di uno Stato fantoccio dei giapponesi. Le forze statunitensi liberarono le Filippine dall'occupazione nipponica nel 1945; durante questo periodo l'amministrazione del presidente Quezón continuò a esistere come governo in esilio del Commonwealth delle Filippine.
Il periodo successivo alla guerra vide la ripresa del processo d'indipendenza filippina, concluso con la stipula del trattato di Manila il 4 luglio 1946 che sancì la piena sovranità delle Filippine.